# Dylan Vork
Dylan Justin Vork (7 agosto 2000) è un tuffatore olandese specialista del trampolino 1 e 3 metri.

## Biografia
Ha esordito in nazionale seniores ai Campionati europei di nuoto di Glasgow 2018 le cui gare dei tuffi si sono disputate alla Royal Commonwealth Pool di Edimburgo, gareggiando nei concorsi del trampolino 1 metro e 3 metri, dove ha concluso rispettivamente al diciassettesimo e ventitreesimo posto.
Ai Giochi olimpici giovanili estivi di Buenos Aires 2019 ha concluso al dodicesimo posto nel trampolino 3 metri.
Agli europei di tuffi di Kiev 2019 si è piazzato sesto nel concorso a squadre mista con i connazionali Pascal Faatz, Inge Jansen e Celine van Duijn.

## Note

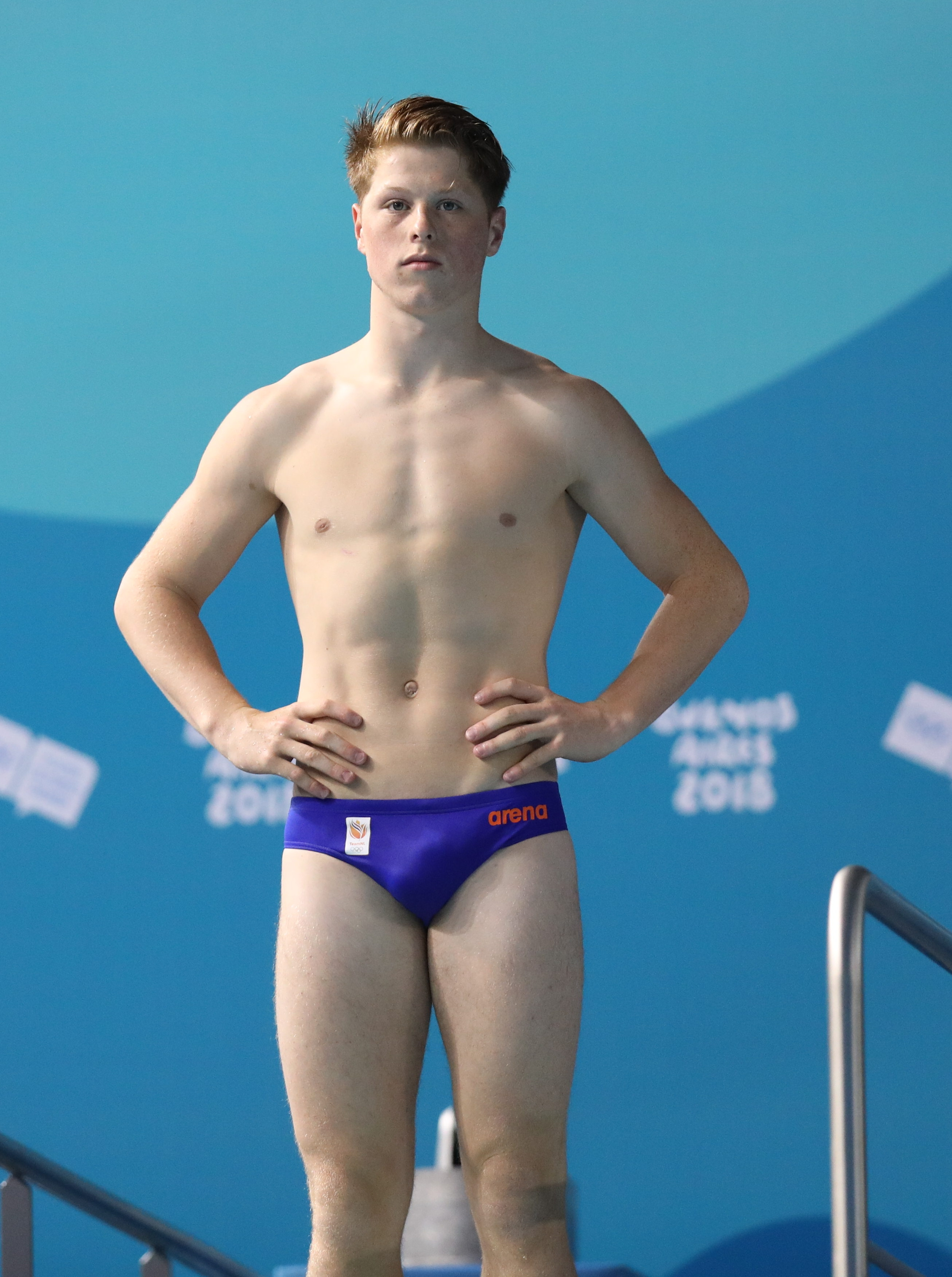
Dylan Vork ai Giochi olimpici giovanili estivi di Buenos Aires nel 2018.

## Palmarès
| Anno | Manifestazione            | Sede         | Evento        | Risultato | Prestazione | Note |
| ---- | ------------------------- | ------------ | ------------- | --------- | ----------- | ---- |
| 2018 | Europei di nuoto          | Glasgow      | Trampolino 1m | 17º Q     | 286,60 p.   |      |
| 2018 | Europei di nuoto          | Glasgow      | Trampolino 3m | 23º Q     | 279,05 p.   |      |
| 2018 | Giochi olimpici giovanili | Buenos Aires | Trampolino 3m | 12º       | 457,75 p.   |      |
| 2018 | Giochi olimpici giovanili | Buenos Aires | Squadra mista | 14º       | 241,35 p.   |      |
| 2019 | Europei di tuffi          | Kiev         | Squadra mista | 6º        | 328,50 p.   |      |
| 2019 | Europei di tuffi          | Kiev         | Trampolino 1m | 13º Q     | 302,35 p.   |      |